# 계룡시의 향토문화유적
계룡시의 향토문화유적은 다음 각호에 해당하는 것을 말한다.
1. 문화재보호법, 전통건조물보존법 및 충청남도지정문화재보호조례의 규정에 의거 지정되지 아니한 것으로서 향토의 역사상·예술상·학술상 가치가 있는 것과 이에 준하는 자료
2. 향후 문화재로서 보존 가치가 있을 것으로 기대되는 유적
3. 향토문화·토속·풍속을 연구하는데 필요한 자료

## 참고 문헌
- 계룡시 홈페이지 - 고시/공고 보관됨 2019-07-18 - 웨이백 머신